# Верхнесоинское сельское поселение
Верхнесо́инское се́льское поселе́ние — бывшее муниципальное образование в составе Урюпинского района Волгоградской области.
Административный центр — хутор Верхнесоинский.

## История
Верхнесоинское сельское поселение образовано 30 марта 2005 года в соответствии с Законом Волгоградской области № 1037-ОД.
Верхнесоинское сельское поселение упразднено 26 апреля 2019 года и включено в Россошинское сельское поселение в соответствии с законом Волгоградской области № 38-ОД

## Население
| 2010 | 2012 | 2013 | 2014 | 2015 | 2016 | 2017 |
| ---- | ---- | ---- | ---- | ---- | ---- | ---- |
| 505  | ↘499 | ↘495 | ↗510 | ↘500 | ↘493 | ↘469 |
| 2018 | 2019 |      |      |      |      |      |
| ↘466 | ↘457 |      |      |      |      |      |

## Состав сельского поселения
| № | Населённый пункт | Тип населённого пункта        | Население |
| - | ---------------- | ----------------------------- | --------- |
| 1 | Верхнесоинский   | хутор, административный центр | ↘495      |
| 2 | Шемякинский      | хутор                         | 154       |